# Az Egyesült Államok Parti Őrségének Hírszerzése
Az Egyesült Államok Parti Őrségének Hírszerzése katonai hírszerző szervezet. Széles körű, szervezett együttműködést folytat a Hírszerző Közösség más szervezeteivel. Feladatai magába foglalják a kikötők biztonságát, a mentési feladatokat, a tengeri biztonság kérdéseit, a kábítószer-kereskedelem és az illegális migráció elleni harcot, valamint a tengeri élővilág védelmét. Békeidőben a belső biztonságért felelős minisztérium, a Belbiztonsági Minisztérium alárendeltségébe tartozik, háború esetén a haderők részévé válik.

## Története
1915-től számítják a működését, amikor létrehozták a Chief Intelligence Officer posztját a Parti Őrség parancsnoka mellett. A tevékenység a szesztilalomig viszonylag ismeretlen maradt, de akkor 45 nyomozót irányítottak ide. 1930-ban kialakították a főhadiszállását, majd 1933-tól területi irodái is működni kezdtek.
A második világháború idején hírszerzési és elhárítási feladatokat is ellátott. Feladatául kapta a Parti Őrség teljes személyi állományának ellenőrzését.
1996-ban a szervezet minden hírszerző és nyomozati tevékenységét hatékonysági célból összevonták a Coast Guard Investigative Service (CGIS) keretébe.  E szervezetnek ekkor 282 munkatársa volt. Területi egységei is létrejöttek a nagy kikötő központokban, így Boston, Portsmouth, Miami, Cleveland, New Orleans, Alameda, és Seattle. A CGIS szervezeti beosztás szerint a Parti Őrségen belül a CG–2 igazgatóság részét alkotja. Vezetője egyben a Parti Őrség parancsnokhelyettes is (Assistant Commandant for Intelligence and Criminal Investigations, CG-2). 
A CGIS tevékenysége négy ágazatra oszlik:
- Intelligence & Criminal Investigations (CG-2) (Hírszerzés és bűnügyi vizsgálat)
- Counterintelligence (CG-2-CI) (Elhárítás)
- Coast Guard Investigative Service (CGIS) (A Parti Őrség nyomozó szolgálata)
- Intelligence Coordination Center (ICC) (Hírszerzési koordinációs központ)

1993-ban a szervezet központja új főhadiszállásra költözött, együtt az Egyesült Államok tengerészgyalogságának hírszerzésével (Marine Corps Intelligence Activity) valamint az Egyesült Államok haditengerészetének hírszerzésével (ONI). Az új központi intézmény neve National Maritime Intelligence Center (NMIC) lett. A CGI, a Parti Őrség Hírszerzése 2001. december 28-án, George W. Bush rendeletével vált a Hírszerző Közösség tagjává.

## Fordítás
- Ez a szócikk részben vagy egészben  a   Coast Guard Intelligence című angol Wikipédia-szócikk ezen változatának fordításán alapul.  Az eredeti cikk szerkesztőit annak laptörténete sorolja fel. Ez a jelzés csupán a megfogalmazás eredetét és a szerzői jogokat jelzi, nem szolgál a cikkben szereplő információk forrásmegjelöléseként.